# Thập niên 1500
Thập niên 1500 là thập niên diễn ra từ năm 1500 đến 1509.

## Chính trị và chiến tranh

### Các sự kiện chính trị nổi bật
- Người Tây Ban Nha đến Vịnh Mexico.
- Pedro Álvares Cabral Bồ Đào Nha chính thức phát hiện ra Brasil và tuyên bố vùng đất đó thuộc Bồ Đào Nha.

## Văn hóa đại chúng

### Văn học và nghệ thuật
- Leonardo da Vinci vẽ bức Mona Lisa.

## Nhân vật

### Lãnh tụ thế giới
- Vua Ferrando II của Aragón (1479–1516)
- Nữ hoàng Isabel I của Castilla (1474–1504)
- Vua Henry VII của Anh (1485–1509)
- Vua Louis XII của Pháp (1498–1515)
- Vua Manuel I của Bồ Đào Nha (1495–1521)
- Maximilian I, đế quốc La Mã Thần thánh (1493–1519)
- Sultan Beyazid II (1481–1512)
- Vua James IV của Scotland (1488–1513)